# مسافة نفسية
المسافة النفسية في مجال التسويق هي كيفية إدراك الذات والآخر الذي يعمل عبر الأسواق الدولية. ويشكل هذا المفهوم أهمية بالغة بالنسبة للشركات التي تتوسع في الأسواق الخارجية، وقد نشأ في دراسة الجماليات في مطلع القرن العشرين.[بحاجة لمصدر]

## أصل الكلمة
يتكون مصطلح المسافة النفسية أو "Psychic distance" من الكلمة اليونانية "psychikos - ψυχικός", وهي صفة تشير إلى عقل الفرد وروحه، وكلمة «مسافة» التي تعتمد على الاختلافات الثقافية المتصورة بين الوطن الأم والبلد «الأجنبي» بغض النظر عن العوامل الزمنية والمكانية المادية التي تختلف عبر الثقافات المتنوعة.
ولذلك يعيش هذا المفهوم في مخيلة الشخص، وإدراكه الذاتي هو الذي يحدد المقصود بـ«المسافة النفسية» بشكل فريد. إن المسافة النفسية بطبيعتها انعكاس إنساني للفطنة الفردية وليست منظورًا جمعيًا أو تنظيميًا أو مجتمعيًا.
ويشير كينج (King) في كتابه إلى أنه يفضل استخدام مصطلح «المسافة الجمالية» بدلاً من «المسافة النفسية» لأنه يشعر أن المصطلح الأخير باستخدامه الحالي له دلالات مضللة.

### الجماليات
في عام 1912، كتب إدوارد بالو (Edward Bullough) الأستاذ بـجامعة كامبريدج عن هذا المفهوم في بحث طويل يحمل عنوان «المسافة النفسية كعامل في الأعمال الفنية وكمبدأ جمالي» Psychical Distance as a factor in Art and an Aesthetic Principle وظهر في مجلة علم النفس البريطانية (British Journal of Psychology). وقد دون في هذا البحث المفهوم بطريقة كاملة إلى حد معقول كما يُطبق في الفنون.
ومن الواضح أنه قد نجح في التأثير على المفكرين على مدى 50 عامًا بعد ذلك. فعلى سبيل المثال، قال دونالد شيربيرن (Donald Sherburne) "إن رؤية إدوارد بالو للمسافة النفسية أصبحت "مذهبًا كلاسيكيًا للتفكير الجمالي". وكتب جيمس إل جاريت (James L. Jarrett) عن أفكال بالو قائلاً "ربما لم تُطرح فكرة أكثر تأثيرًا في الجماليات المعاصرة من فكرة المسافة النفسية."
استخدمت الفنون تركيبة المسافة النفسية كفكرة رئيسية مشتركة بين الثقافات في دراسة الانفصال الإبداعي بين الشرق والغرب. وعلى الرغم من ظهور هذا المفهوم كضيف شرف في المجالات الأخرى، إلا أنه تم «تفعيله» بشكل أساسي في مجال الأعمال حيث لعبت وظيفة التسويق دور الوصي والمشرف الرئيسي.

### مجال الأعمال
تعود أصول استخدام العبارة الاصطلاحية «المسافة النفسية» في مجال الأعمال إلى الأبحاث التي أجراها كل من بيكرمان (Beckerman) (1956) ولينمان (Linnemann) (1966). وقد وصف فاهلن (Vahlne) وويدرشيم-بول (Wiedersheim-Paul) (1973) المسافة النفسية باعتبارها مفهومًا مكتمل الصياغة وفقًا لاستشهاد نوردستورم (Nordstrom) وفاهل (Vahle) في عام (1992) بأنها «عوامل تمنع أو تعترض طريق تدفق المعلومات بين الموردين والعملاء المحتملين أو الفعليين.» وترتبط هذه العوامل بالتنوعات والاختلافات بين البلدان ويمكن تصنيفهاإلى أربعة مجالات واضحة -
1. الاختلافات اللغوية وصعوبة الترجمة.
2. العوامل الثقافية - مثل المعايير الاجتماعية ومستوى الفردية أو الجماعية والقيم والعادات.
3. الموقف الاقتصادي - الروابط التجارية القائمة والبنية التحتية والظروف المحلية والتنافس وثقة المستثمر.
4. النظام السياسي والقانوني - استقرار الحكومة ومخاطر عدم الاستقرار والتعريفات الجمركية للاستيراد والحماية القانونية ومستويات الضرائب.

على الرغم من اكتمال صياغة المفهوم في بدايات السبعينيات من القرن العشرين، إلا أن دراسة الشركات النرويجية متعددة الجنسيات التي أجراها جوهانسون وفاهلن (Johanson and Vahlne) في عام (1977) والتي أعقبت دراستين سابقتين في عامي 1975 و1976، تلقى قبولاً عامًا باعتبارها المنشأ الحقيقي لهذا المفهوم. وتوصلت الدراسات إلى أن الأنشطة الدولية لأي شركة ترتبط بصورة مباشرة بالمسافة النفسية، وأن هناك تقدمًا في التوسع الدولي في الأسواق التي تبعد بمسافات نفسية أكبر بصورة متتالية.
خلاصة القول، إن الشركات تصدر فقط إلى البلدان التي تفهمها ثم تستفيد من خبرتها المكتسبة في استكشاف الفرص في بلدان خارجية أبعد. بمعنى آخر، تدخل الشركات الأسواق الجديدة التي تستطيع أن تحدد الفرص المتاحة بها مع انخفاض مستوى عدم التيقن من أحوال السوق، ثم بعد ذلك تدخل الأسواق التي تبعد عنها بمسافة نفسية أكبر بصورة متوالية. ونتيجة لذلك، تستشهد الكتابات المعاصرة حول عملية التدويل بالمسافة النفسية باعتبارها متغيرًا رئيسيًا وعاملاً محددًا للتوسع في الأسواق الخارجية.
وعادةً ما يُستخدم الإطار الثقافي والإداري والسياسي والجغرافي والاقتصادي (CAGE) في تحليل المسافة النفسية عند دراسة فرص التوسع الدولي.

### علوم الحاسب
مؤخرًا، ضم كل من جايرولا وتشونج (Gairola and Chong)  المسافة النفسية لمحاكاة نماذج الضوضاء الأكثر واقعية في ألعاب الفضاء، مما أدى إلى نتائج مثيرة تتضمن إيضاح مفارقة المسافة النفسية.